# Jan Olaf Roaldset
Jan Olaf Roaldset (* 28. März 1946 in Molde) ist ein ehemaliger norwegischer Skispringer.

## Werdegang
Roaldset, der für den IL Hjelset-Fram startete, erreichte bei den Norwegischen Meisterschaften 1965 in Bærum den siebenten Platz von der Großschanze. Zwei Jahre später bei den Norwegischen Meisterschaften 1967 kam Roaldset auf den 11. Platz von der Normalschanze. 1968 gewann er die Svenska Skidspelen sowie bei den Norwegischen Meisterschaften 1968 in Bærum die Silbermedaille von der Großschanze.
Bei den Olympischen Winterspielen 1968 in Grenoble sprang Roaldset von der Normalschanze auf den 21. Platz, bevor er von der Großschanze Rang 13 erreichte.
Bei den Norwegischen Meisterschaften 1969 in Odnes sprang er von der Großschanze auf Rang fünf. Diese Platzierung wiederholte er auch bei den Norwegischen Meisterschaften 1970 in Meldal. Zudem erreichte er im gleichen Jahr bei den Svenska Skidspelen in Falun den zehnten Platz.